# 第4號交響曲 (蕭士塔高維奇)
c小調第4號交響曲，作品43，是俄國作曲家蕭士達高維契的音樂作品。創作於1935年9月至1936年5月，计划於1936年12月11日由列寧格勒交響樂團作首演，但因史達林的「混沌埋沒了音樂」於1月28日的《真理報》上刊載，嚴厲批判他的歌劇《穆森斯克郡的馬克白夫人》，他感受到官方壓力，不得不放棄了這場首演。直至1961年12月30日，由莫斯科愛樂樂團及基里爾·康德拉辛指揮下，於莫斯科音樂學院大廳中才作出首演。
本曲的手稿已經遺失，音樂研究學者相信它是在二戰期間，蕭士達高維契在撤離列寧格勒時所遺失的。一直以來，作曲家都只保留了雙鋼琴版本的手稿，並於1946年出版。1960年，於列寧格勒交響樂團當樂譜管理的沙曼（Boris Shalman）在樂團的資料庫中意外尋獲回首演時的各樂器分譜，經康德拉辛的協助和作曲家的同意下，把總譜重新組合起來。

## 背景
和上一首交響曲相距超過6年後，蕭士達高維契嘗試在劇場音樂及電影配樂外，也重新投入創作一般的傳統曲種，1933年至34年期間，先後完成了《第1號鋼琴協奏曲》及《d小調大提琴奏鳴曲》。接下來，他便準備撰寫另一首交響曲，但卻不是如第2或第3那種帶實驗性的創作，然而又不想純綷回復至學生時代的第1號交響曲般那樣。他於1935年尾接受一個訪問時，就曾經講過「...走一條平坦的路固然會比容易，但這也是非常愚蠢、乏味而且無希望的...」
然而，當他開始動筆創作後，便察覺到要寫好一首交響曲亦不是容易的事。最開初所寫的草稿，幾個月後亦決定放棄使用並重新創作過。可是，當新的草稿又寫至一半時，就發生了《真理報》「混沌埋沒了音樂」社論事件，並且在兩個星期後，再發表兩篇抨擊他的芭蕾舞劇《清澈的溪流》（The Bright Stream）犯上了「形式主義」錯誤。儘管接連受到官方媒體的抨擊，但蕭士達高維契仍繼續他的交響曲創作，同時透過他的好友索列丁斯基（Ivan Sollertinsky）在蘇聯作曲家聯會的會議上讀出他的聲明，指他將以《第4號交響曲》作為「過失」的彌補。
當蕭士達高維契最終把交響曲寫成後，他開始對曲子如何能順利獲得公演感到困惑。他感覺到新的交響曲既沒有同袍米亞斯科夫斯基那份社會現實主義的風格（當時他剛發表了別名「飛行員」的《第16號交響曲》）、亦沒有如舍巴林的《皮里柯普的英雄》交響曲那種具撫慰性的旋律和情感。他嘗試把作品交給其他音樂家朋友，希望他們提出意見免再被批評，不過他仍對自己的創作理念堅持：「我[的音樂]是為自己而創作，而不是為《真理報》」。 並在日益增加的政治壓逼下，安排交響曲的首演，甚至已經安排好克倫佩勒作為國外首演的指揮。不過，當樂團經過幾次綵排後，蕭士達高維契最後卻決定將首演取消，並解釋為需要重新創作最後的終曲部份。
作曲家好友吉利科曼（Isaak Glikman）在他的回憶錄中提及，蕭士達高維契最後都要放棄首演，其實是因為列寧格勒交響樂團的經理受到了官方的不斷壓力，而當年夏天，蘇聯的大清洗時代亦出現了，眼見政治上的恐怖氣氛，蕭士達高維契為免其他人因他而受到牽連，無奈的將樂曲臨時抽起了。 同時，作曲家在往後的訪問中，也最少有兩次坦言對這首交響曲並不感到滿意，當中包括1950年代尾的一次訪問， 以及1974年為英國廣播公司所做的專訪上，都提出過這首交響曲在音樂元素上及對樂手的技巧要求上，都有需要改善地方。
1961年，《第4號交響曲》終能在聽眾面前展現；而兩個月前，作曲家的《第12號交響曲》也進行了首演。兩首不同時期的作品在短時間內出現，自然就會引來互相比較，而最後結果，卻是這一首早期完成作品獲得了較多聽眾的喜愛。

## 樂曲結構
本樂曲共分為三個樂章，頭尾兩個樂章的演奏時間都超過25分鐘，中間的樂章則只須8-10分鐘。
- 第1樂章：中等的快板（Allegro poco moderato）－急板（Presto）
- 第2樂章：持續的中板（Moderato con moro）
- 第3樂章：緩板（Largo）－快板（Allegro）

另外，2002年出版的新蕭士達高維契全集 Vol.3 中，收錄了一段共133小節，並已配器的未完成交響樂章（Symphonic Fragment），相信是作曲家本來用作本曲的首樂章之用。

## 配器
本曲是作曲家15首交響曲中配器最大型的曲目，比後來所創作的《列寧格勒交響曲》的配模更大。
- 木管樂器：2短笛、4長笛、4雙簧管（第4雙簧管兼任英國管）、高音單簧管、4單簧管、低音單簧管、3巴松管、低音巴松管
- 銅管樂器：8圓號、4小號、3長號、2大號
- 敲擊樂器：2定音鼓、三角鐵、響板、梆子（英语：Wood block）、大鼓、小鼓、2鈸（吊鈸及踫鈸）、鑼、木琴、鐘琴
- 鍵盤樂器：鋼片琴
- 絃樂器：第1小提琴、第2小提琴、中提琴、大提琴、低音提琴、2豎琴

### 樂譜
- Shostakovich, Dmitri (2005). Symphony No.4, op. 43. Vol. 4; DSCH Society.（雙鋼琴版本為 Vol.19）

## 外部連結
- 香港已故樂評人陳浩才先生談蕭士塔高維奇《第4號交響曲》 （页面存档备份，存于）